# User identifier
Un user identifier ou UID permet d'identifier un utilisateur sur les systèmes d'exploitation Unix et Linux. Cette technique est utilisée principalement pour les droits d'accès à des ressources ou à des domaines et donc pour la sécurité du système.

## Précisions techniques
Les systèmes d'exploitation de type Unix identifient les utilisateurs par un entier non signé appelé user identifier. La plage de valeurs de cet UID n'est pas la même sur tous les systèmes d'exploitation ; le plus souvent, c'est un entier de 15 bits, dans une plage de 0 à 32767, avec les restrictions suivantes :
- L'utilisateur root a l'UID 0.
- L'utilisateur nobody a traditionnellement la valeur la plus grande possible : 32767. Plus récemment, des systèmes d'exploitation ont assigné d'autres valeurs : dans la plage 1-100 (voir plus bas) ou dans la plage 65530–65535 (valeur codée sur deux octets, au lieu de seulement 15 bits).
- La Linux Standard Base spécifie que les valeurs comprises dans la plage 0 à 99 doivent être réservées pour l'allocation statique par le système, tandis que les valeurs de la plage 100 à 499 doivent être réservées pour l'allocation dynamique par les administrateurs système et les scripts de post-installation[1].

Les UID sont référencés dans le fichier /etc/passwd qui liste les utilisateurs et dans le fichier /etc/shadow (qui liste sous une forme chiffrée les mots de passe des utilisateurs). Plus rarement, des ordinateurs utilisent le Network Information Service (NIS) qui lui aussi est basé sur l'UID.

## Comparaison avec Windows
Le RID (Relative ID) d'un utilisateur sous Windows est l'équivalent de l'UID sous Unix.